# جشن نقاب‌پوشان کوبا

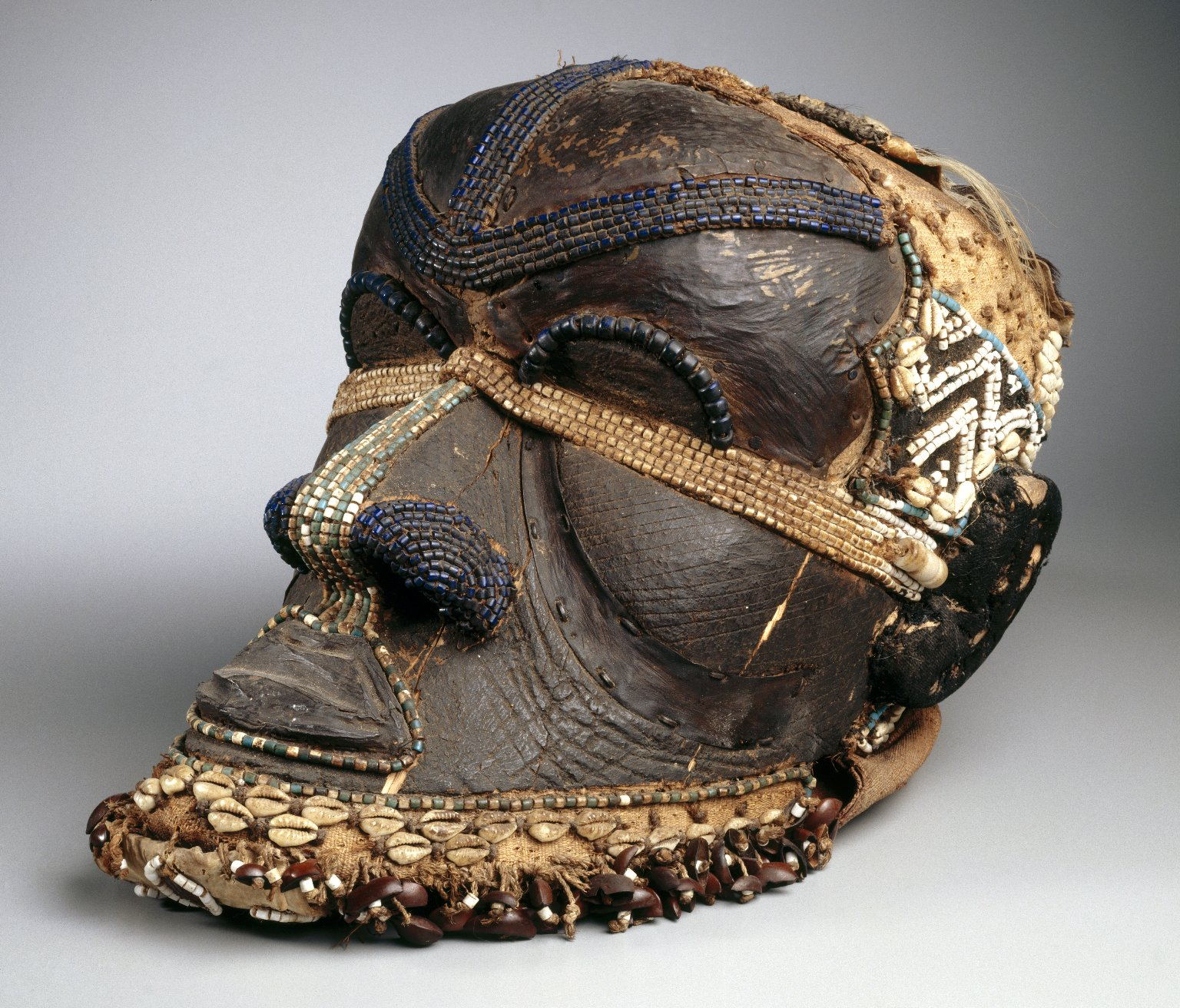
ماسک بووم، از مجموعه موزه بروکلین.

جشن نقاب‌پوشان کوبا (انگلیسی: Kuba masquerade) مراسمی است که همراه با رقص در قلمرو پادشاهی کوبا برگزار می‌شود.

## انگیش و جشن نقاب‌پوشان
منشأ داستان‌های برخی از سنت‌های جشن‌های نقاب‌پوشان کوبا، مواجهه سازنده ماسک با یک انگیش در جنگل را شرح می‌دهد. 
در حالی که انگیش به ندرت توسط مجسمه‌های نمادین نشان داده می شود، تصور می‌شود که آن‌ها در جشن به صورت افراد ظاهر می‌شوند و آن افراد در عوض از این ارواح طبیعت قدرت می‌گیرند.